# Katja Großkinsky
Katja Großkinsky (* 31. Januar 1992 in Berlin) ist eine deutsche Schauspielerin und Künstlerin.
Von Ende November 2004 bis Anfang Dezember 2007 (Folge 480) spielte Großkinsky die Hauptrolle der ‚Verena Krug‘ in der Kinder- und Jugendserie Schloss Einstein. Außerdem wirkte sie bereits in einem Studentenfilm ihres Cousins und als Komparse in der Fernsehserie Unser Charly mit.
Sie besuchte, wie Katharina Wien von Schloss Einstein, das evangelische Gymnasium Hermannswerder in Potsdam.
Am Theater in Potsdam wirkte Großkinsky bereits in den Stücken Alice im Wunderland (2001) und Pinocchio (2002) mit.
Großinsky studiert Grafikdesign. Im April 2013 wurde sie bei der 6. Europäischen Plakatbiennale der Kunst- und Designschulen der Ostseeländer ausgezeichnet. 
Sie lebt in Utrecht und arbeitet als freiberufliche Illustratorin, Designerin und Artdirector.